# Her First Adventure
Her First Adventure ist ein US-amerikanischer Stummfilm. Das in Schwarzweiß gedrehte Filmdrama entstand in Leonia Junction, New Jersey, USA. Es besitzt eine Länge von 155,40 m. Die Erstaufführung des Films war am 18. März 1908.

## Handlung
Ein Vater kommt heim und begrüßt seine vor dem Hause wartende Tochter und Ehefrau. Obwohl die Eltern ihr Kind nur wenige Sekunden allein lassen, läuft es zu zwei Zigeunern, deren Musik es neugierig macht. Es folgt ihnen und wird schließlich entführt. Die verzweifelten Eltern und die Polizei suchen das Mädchen zwar, aber nur durch die Hilfe ihres Hundes kommt es zum Happy End.

## Hintergrund
- David Wark Griffith wurde wenig später als Regisseur berühmt. Dabei besetzte er Robert Harron, der hier – zu diesem Zeitpunkt noch unbekannt – eine Statistenrolle übernahm, regelmäßig in seinen Filmen und machte ihn so zum Star.
- Zum ersten Mal wurde in den Zwischentitel das Zeichen „AB“ als Kennzeichen für die American Biograph eingeblendet. Damit wollte sich die Produktionsfirma gegen Piraterie und Kopien schützen.[1]